# Artur Mas Bové
Artur Mas Bové   (Barcelona, 15 d'octubre de 1901 - 18 de desembre de 1979) va ser un regatista català que va competir durant la dècada de 1920. El 1924 va prendre part en els Jocs Olímpics de París, on fou vuitè en la regata de 6 metres del programa de vela, a bord de l'	Amolgavar, junt a Santiago Amat i Pere Pi Castelló. Era membre del Reial Club Marítim de Barcelona.